# Gazébo
Pour les articles homonymes, voir Gazebo.
Un gazébo est un belvédère ou pavillon de jardin ayant pour caractéristique principale de permettre de voir sans être remarqué.

## Origine
Le gazébo apparaît vers 1750, à une époque où les Européens exploitent leurs colonies orientales. Le mot apparaît d'abord en Angleterre, quand les Européens agrémentent leurs jardins de constructions légères de style oriental, destinées à abriter du soleil ou des courants d'air, et dont l'agencement de lamelles permet de voir sans être remarqué.

## Description
Comme les pavillons ou les kiosques, 
- il permet de se mettre à l'abri du soleil, voire des courants d'air ;
- il est construit en bois ou en dur ;
- ses ouvertures peuvent être pourvues de moustiquaires.

## Terminologie
Dans la francophonie, le terme académiquement le plus adéquat est celui de belvédère, le terme le plus couramment utilisé est toutefois celui de pavillon de jardin ou de kiosque.
Si le mot gazebo est d'usage courant en Amérique du Nord (États-Unis, Canada), l'Office québécois de la langue française recommande d'éviter de l'employer, puisque cet anglicisme est susceptible d'entrer en concurrence avec les termes gloriette et pavillon de jardin qui sont eux-mêmes d'usage rare au Québec.

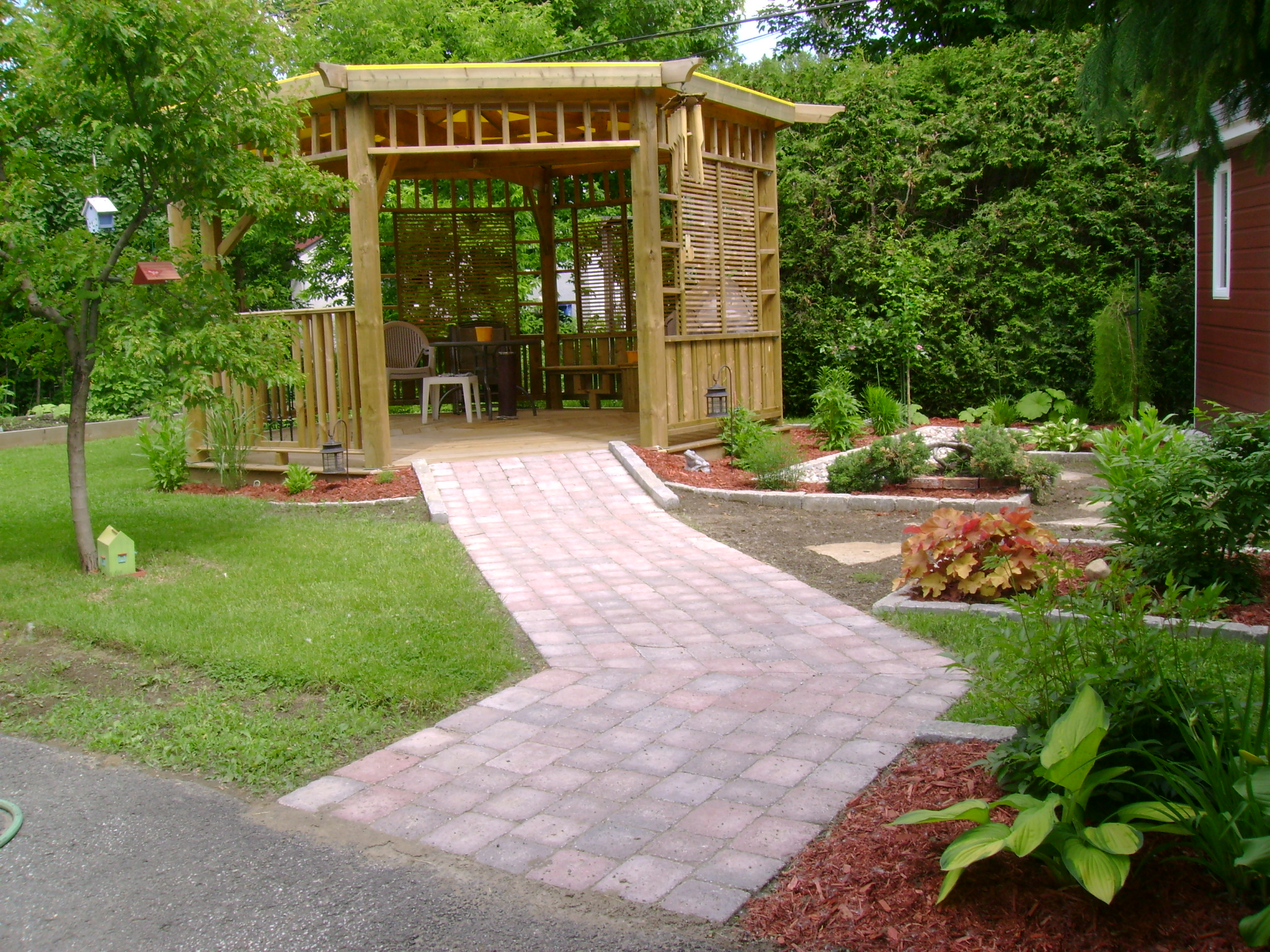
Gloriette en bois
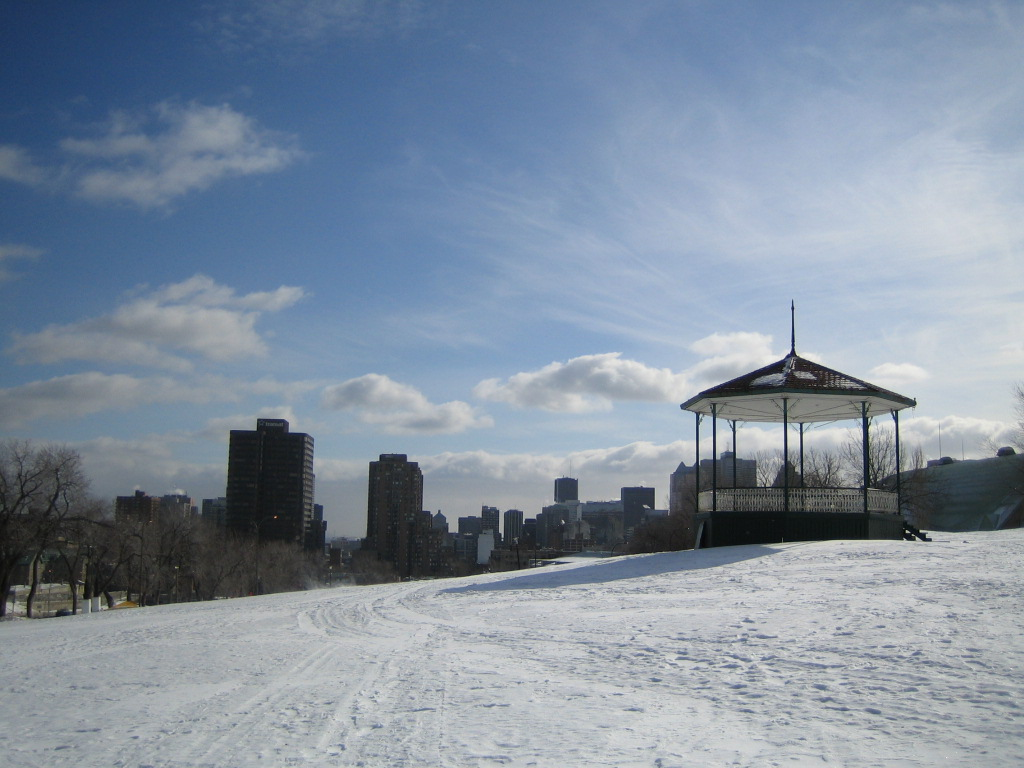
Kiosque du parc Mont-Royal, à Montréal (Canada).
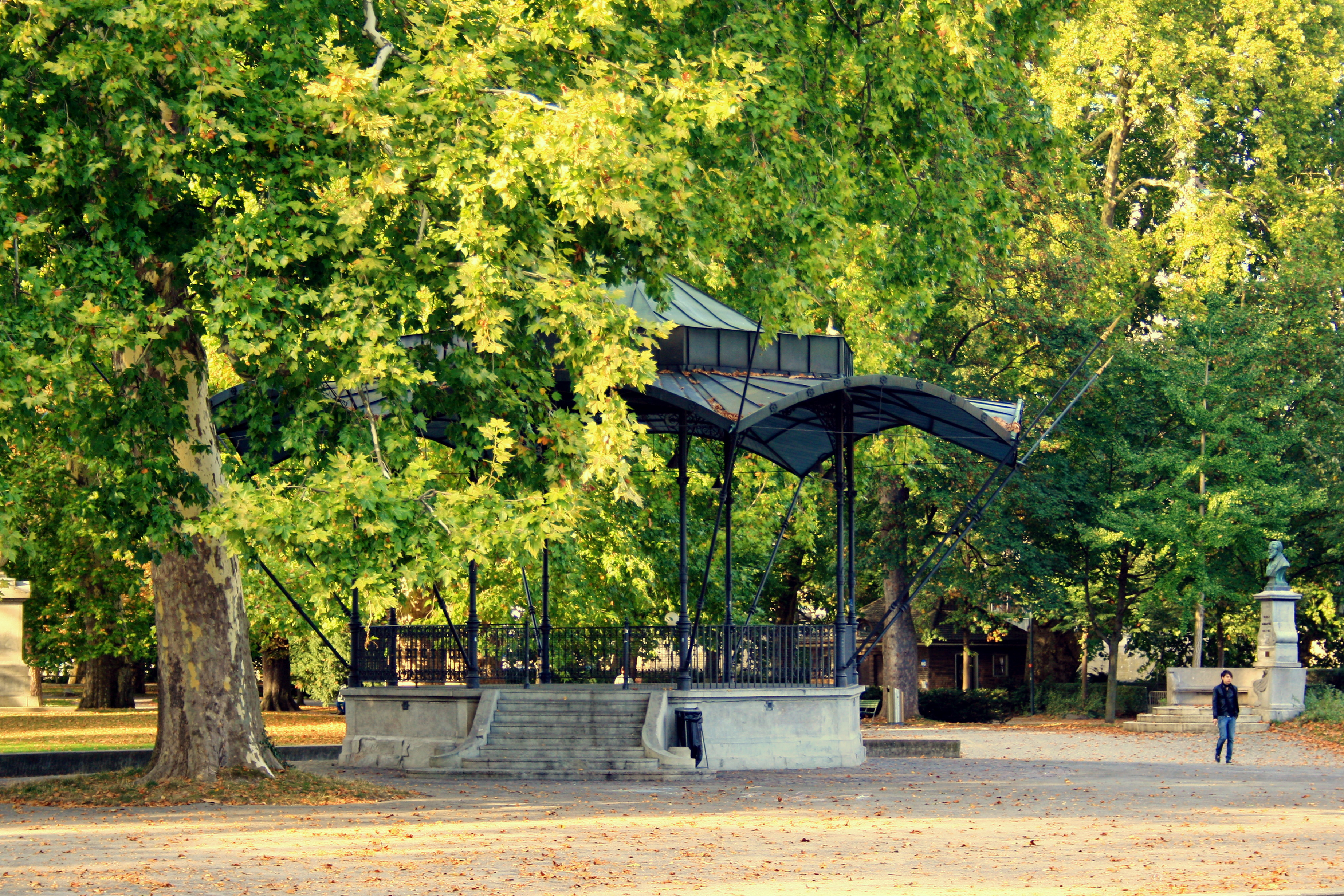
Gazébo du Parc Platzspitz, à Zürich (Suisse).
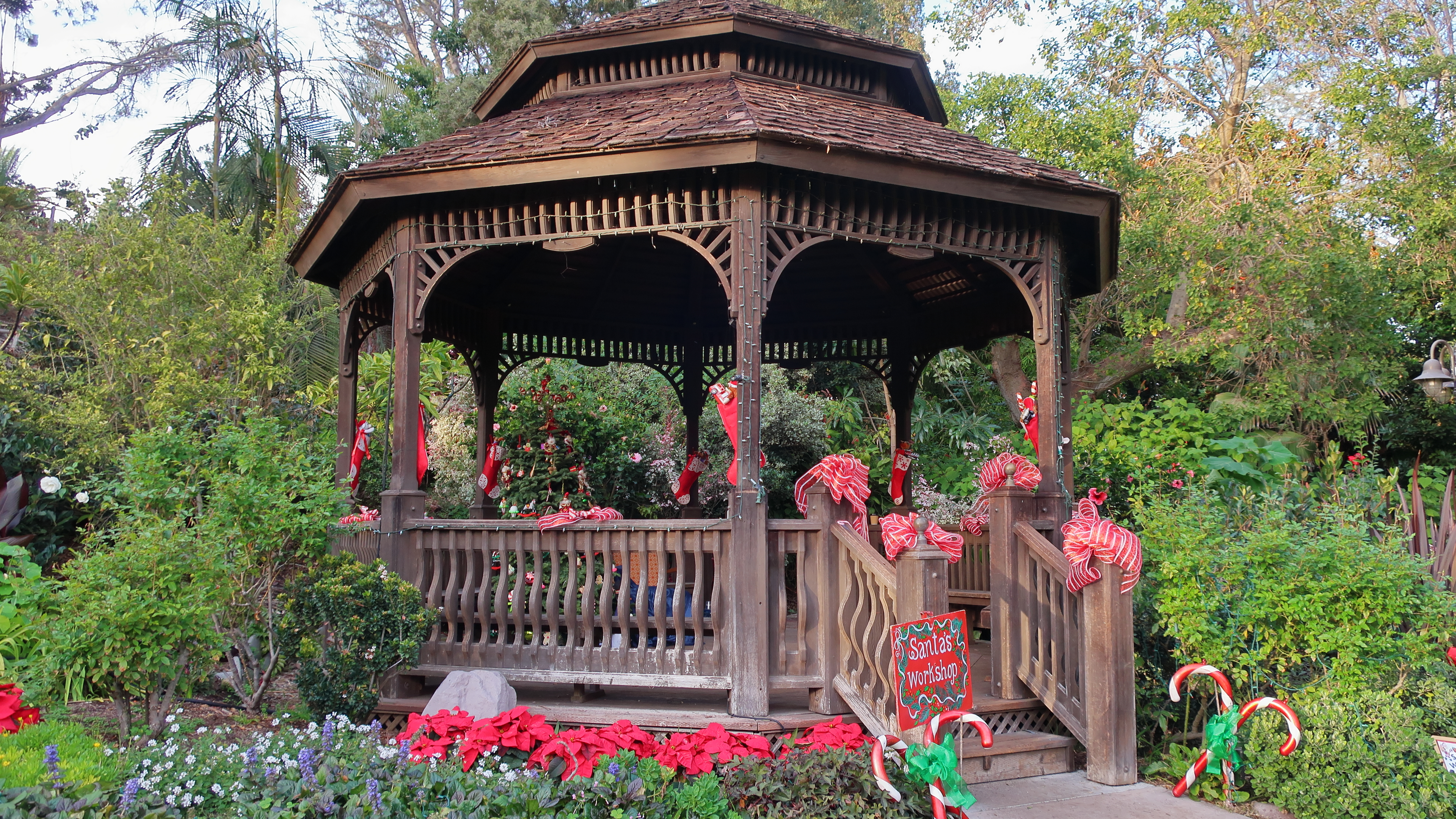
Gazébo du jardin botanique de San Diego au moment de Noël.

S'il fait l'objet d'une définition précise par le Oxford English Dictionary (OED), le dictionnaire de référence pour la langue anglaise, le terme « gazébo » ne figure pas dans le dictionnaire de l'Académie française.

## Étymologie
L’étymologie est sujette à controverse.
Pour les uns, le mot vient de l'anglais « gaze », évoquant un regard (discret, un regard qui suit un sujet), auquel est adjoint le suffixe latin « -(e)bo », première personne du singulier pour former le futur, pour « je verrai » (comme pour placebo « je plairai »).
Pour les autres, il s'agit plutôt d'une déformation du verbe arabe قَصَبَ (qaṣaba) qaṣaba « couper, retrancher » casbah, qui, une fois substantivé, désigne une forteresse, et par extension, une pièce dans laquelle se tiennent les femmes d'un clan de même que dans une maison close, celle où se tiennent les filles attendant le client.

## Dans la fiction
Le gazébo installé au cœur de la ville fictive Stars Hollow est un des hauts lieux de la série télévisée Gilmore Girls.